# إتيان شوار
إتيان شوار ، ولد في 21 ديسمبر 1956 في باريس ، مدون وناشط سياسي فرنسي .
أستاذ في التعليم التقني، أصبح معروفا في 2005 بفضل نص نال شهرة كبيرة قام بنشره على مدونته وتناقلته وسائل الإعلام، لصالح التصويت بلا في الاستفتاء على الدستور الأوروبي.
منذ ذلك الحين ، تمتع ببعض التأثير على الإنترنت وداخل اليسار الراديكالي ، وينتقد النظام القائم. : يدعو بشكل خاص إلى تشكيل جمعية تأسيسية تجرها القرعة وتنظم حملات لإقامة الديمقراطية المباشرة .
إذا قدم نفسه على أنه أناركي يساري متطرف ، فإنه موضوع جدل لأنه دافع عن أطروحات وشخصيات مرتبطة باليمين المتطرف أو نظريات المؤامرة ، ولا سيما آلان سورال . ومع ذلك ، فقد رفض مشاركة كل أفكارهم.
وتتبعه حركة السترات الصفراء بشكل خاص لترويجه لفكرة الاستفتاء على مبادرة المواطنين (RIC) ، وهو أحد المطالب الرئيسية للحركة. أصبح كاتب عمود في «راديو سود» من مارس إلى جوان 2019، وقد غادر الراديو بعد ملاحظات عن غرف الغاز التي أثارت الجدل ، والتي عاد إليها بعد ذلك.
ن